# نوکیا ان۱
نوکیا ان۱ تبلت اندرویدی توسعه داده شده توسط نوکیا است. ان۱ اولین تبلت اندرویدی نوکیا می‌باشد و اولین مصرف‌کننده سخت‌افزار دستگاه از کسب و کار دستگاه‌ها و سرویس‌های مایکروسافت است.
دستگاه شامل اینتل اتم زد۳۵۸۰ و از ویژگی‌های آن می‌توان به هوم اسکرین نوکیا اندروید و لانچر زد اشاره کرد
این تبلت در ۱۸ نوامبر ۲۰۱۴ معرفی و در ۸ ژانویه ۲۰۱۵ عرضه شد.

## بررسی
وقتی که نام نوکیا را می‌شنویم ناخودآگاه به یاد گوشی‌های نیمه هوشمندی و در عین حال کاربردی می‌افتیم که این کمپانی سال‌ها برای ما تولید کرد. نوکیا بزرگ‌ترین اشتباه خود را زمانی مرتکب شد که پای شراکت خود با مایکروسافت را امضا کرد که تا عمر دارد باید گوشی‌های ویندوز فونی و غیر اندرویدی تولید کند، در آخر هم مجبور شد تمام بخش گوشی سازی اش را به مایکروسافت بفروشد. نوکیا حق ندارد تا سال ۲۰۱۶ گوشی دیگری بسازد اما با این حال فنلاندی‌ها بی‌کار ننشسته و راهی برای جلب مشتری‌های خود پیدا کرده‌اند و آن هم تولید تبلت اندرویدی است. ماه نوامبر سال گذشته بود که در خبرها شنیده شد نوکیا تبلتی تمام اندرویدی تولید خواهد کرد.
ترفند نوکیا این است که خودش این تبلت را تولید نمی‌کند چرا که برخلاف قراردادش خواهد بود، در عوض این کار را به فاکس‌کان واگذار کرده. این تبلت پرقدرت اما ارزان اوایل سال ۲۰۱۵ در چین با قیمتی ۲۵۷ دلاری عرضه شد و خوره‌های قدرت و سرعت این تبلت را به زیر ذره بین نرم‌افزارهای بنچمارک بردند که نتیجه فراتر از حد انتظار بود. قدرت پردازندهٔ این تبلت بسیاری از تبلت‌ها از جمله آی‌پد مینی ۳ را مغلوب کرد و توانست با امتیاز ۴۵٬۱۲۱ خود نظرات بسیاری را به طرف توان نوکیا در ساخت گجت‌های اندرویدی جلب کرد (امتیاز آی‌پد مینی۳ ۳ ۲۸٬۴۴۶ است).

## طراحی
این تبلت ۳۱۸ گرمی، آخرین نسخه اندروید یعنی اندروید ۵ (لالی پاپ - آب نبات چوبی) را در خود دارد و از لانچر زد نوکیا بهره می‌برد. این تبلت آلومینیومی، ضخامت ۶٫۹ میلی‌متری دارد. وزن این تبلت سبک و ضخامت آن، کم ارزیابی می‌شود که این عالیست.

## صفحه نمایش
صفحه نمایش ۷٫۹ اینچی این دستگاه، دارای رزولوشن ۱۵۳۶ در ۲۰۴۸ است (چگالی تصویر ۳۲۴ پیکسل بر اینچ) که خوب ارزیابی می‌شود. این صفحه نمایش از نوع آی‌پی‌اس ال‌سی‌دی می‌باشد. همچنین مانند سایر اسمارت فونها، از ۱۶٫۷ میلیون رنگ پشتیبانی می‌کند و دارای سنسور روشنایی می‌باشد.
این صفحه نمایش ۶۹٫۴۵ درصد پنل جلویی تبلت را تشکیل می‌دهد و محافظ آن، گوریلا گلس ۳ می‌باشد که ضدخش می‌باشد.

## دوربین
این دوربین ۸ مگاپیکسلی، تنها قابلیت فوکوس اتوماتیک را دارد و می‌تواند با کیفیت ۱۰۸۰پی اچ‌دی فیلم‌برداری کند.
دوربین جلویی هم ۵ مگاپیکسلی می‌باشد.

## سخت‌افزار
چیپ این دستگاه، انتل اتم می‌باشد که یک پردازنده چهارهسته‌ای با سرعت ۲٫۳ گیگاهرتز دارد که ۶۴ بیتی است و از این جهت، با اندروید ۵ و اپلیکیشن‌هایش بیشتر مچ می‌شود. شتاب‌دهنده گرافیکی این دستگاه هم پاور وی‌آر جی۶۴۳۰ می‌باشد. این دستگاه از ۲ گیگابایت رم بهره می‌برد. حافظه داخلی این دستگاه ۳۲ گیگابایت می‌باشد.

### بنچمارک
بنابر نتایج بنچمارک آنتوتو که تاکنون در اینترنت منتشر شده، تبلت اندرویدی ان۱ نوکیا توانسته در این نتایج، تبلت آی‌پد مینی ۳ اپل و برخی دیگر از رقبای مطرح را پشت سر بگذارد. بر اساس این نتایج و در بخش بازدهی پردازنده، تبلت نوکیا ان۱ توانسته امتیاز ۴۵٬۱۲۱ را به دست آورد و این در حالی است که آی‌پد مینی ۳ در همین بخش امتیاز ۱۰٬۱۰۲ را به‌دست آورده‌است و یک تبلت سامسونگ نیز به امتیاز ۳٬۱۹۰ اکتفا کرده‌است.

## باتری
باتری ۵۳۰۰ میلی‌آمپر ساعتی این دستگاه بنظر خوب می‌رسد.